# Flugunfall Blackwater 61
Der Flugunfall Blackwater 61 ereignete sich am 27. November 2004, als eine CASA C-212 Aviocar 200 der zum Unternehmen Blackwater Worldwide zugehörigen Presidential Airways mit dem Funkrufzeichen Blackwater 61 auf einem Flug von der Bagram Air Base zum Flughafen Farah in Afghanistan verunglückte. Bei dem Absturz kamen fünf von sechs Personen an Bord ums Leben, der einzige Überlebende starb aufgrund des späten Eintreffens der Rettungskräfte.

## Flugzeug
Bei der betroffenen Maschine handelte es sich um eine CASA C-212 Aviocar 200 aus spanischer Produktion, die am 4. Januar 1982 ihren Erstflug absolvierte. Die Maschine mit der Werknummer 261 wurde im Februar 1982 an die Air Miami ausgeliefert, bei der sie mit dem Luftfahrzeugkennzeichen N354CA in Betrieb genommen wurde. Ab Juni 1982 war die Maschine bei der North American Airlines in Betrieb, ab Oktober 1982 für Avianca Brasil. Ab Februar 1985 wurde die Maschine für die National Air betrieben, im April 1986 ging sie in die Flotte der American International Aviation über, ab September 1987 flog die Maschine für die Executive Airlines unter dem Markennamen American Eagle. Die Murray Aviation übernahm das Flugzeug am 9. April 1993 und ließ diese als N699MA zu, es folgte ab dem 7. Juni 1996 ein Betrieb bei der Flight International als N203FN. Ab dem 3. Juli 2003 war die Maschine als N960BW auf die Aviation Worldwide Svcs LLC zugelassen, jedoch bei der Presidential Airways in Betrieb. Deren Muttergesellschaft Blackwater ist das stark umstrittene, größte US-amerikanische private Sicherheits- und Militärunternehmen. Die Maschine hatte bis zum Unfallzeitpunkt eine Gesamtbetriebsleistung von 21.489 Betriebsstunden absolviert.

## Besatzung
An Bord der Maschine befanden sich sechs Personen, darunter drei Passagiere und drei Besatzungsmitglieder. Die drei Besatzungsmitglieder waren zivile Bedienstete von Blackwater. Der Kapitän und der der Erste Offizier befanden sich erst seit dem 14. November 2004 in Afghanistan.
- Der 37-jährige Flugkapitän Noel English wurde am 1. Oktober 2004 durch die Presidential Airways eingestellt. Er verfügte über Musterberechtigungen für die Flugzeugtypen CASA C-212, Cessna Citation I, Embraer EMB 110 und Swearingen SA-227 Metroliner. Der Flugkapitän verfügte über 5.720 Stunden Flugerfahrung, davon 4.930 als Flugkapitän und 615 Stunden als Flugkapitän an Bord der CASA C-212. Seine kumulierte Flugerfahrung mit dem eingesetzten Flugzeugtyp hatte sich bis zum 23. September 2004 auf 865 Stunden belaufen.
- Der 35-jährige Erste Offizier Loren Hammer wurde, wie der Kapitän, am 1. Oktober 2004 durch die Presidential Airways eingestellt. Hammer verfügte über 2.228 Stunden Flugerfahrung, darunter 1.248 Stunden in mehrmotorigen Maschinen. Seine kumulierte Flugerfahrung als Flugkapitän belief sich auf 917 Stunden. Mit der CASA 212 war Hammer 420 Stunden geflogen.
- Als Flugmechaniker war der 43-jährige Flugingenieur Melvin Rowe an Bord.

## Passagiere
Als Passagiere waren drei männliche Angehörige der US Army an Bord, darunter der 41-jährige Lieutenant Colonel Michael McMahon und der 31-jährige Chief Warrant Officer Travis Grogan. Der 21-jährige Harvey Miller hätte den Flug fast verpasst, die Maschine rollte schon über das Vorfeld, als sie kurz anhielt, um ihn noch aufzunehmen. Die Maschine war ursprünglich lediglich dafür vorgesehen, Munition nach Farah zu transportieren. Die drei Soldaten wurden zusätzlich aufgenommen, als festgestellt wurde, dass noch genügend Platz in der Maschine war.

## Unfallhergang
Die Maschine wurde im Auftrag des US-Verteidigungsministeriums eingesetzt, um Material und Angehörige des US-Militärs zwischen abgelegenen Gebieten Afghanistans zu befördern. Das Wetter am Unfalltag war gut, der Flug wurde unter Sichtflug-Wetterbedingungen durchgeführt. Nach dem Abflug um 07:38 Uhr Ortszeit bog die Maschine nach Nordwesten ab, anstatt den vorgesehenen Kurs von 170 Grad zu halten. Während des Fluges erzählten die Piloten angeregt, wie viel Spaß ihnen ihre Arbeit mache. Aufzeichnungen auf dem Cockpit Voice Recorder ließen jedoch darauf schließen, dass sie in dem Gebiet Probleme mit der Orientierung hatten, so äußerte etwa der Pilot kurz nach dem Start, er hoffe, dass er das richtige Gebirgstal durchfliege. Später unterhielten sich die Piloten darüber, welche Musik sie im Cockpit spielen sollten. „Zum Spaß“ flog der Kapitän in einen engen Canyon ein, der jedoch in einer Sackgasse endete. Als die Piloten ihren Fehler bemerkten, fuhren sie die Auftriebshilfen aus und versuchten, in dem Canyon zu wenden. Die Überziehwarnanlage aktivierte sich und wenige Augenblicke später kam es zu einem Strömungsabriss, wobei die Maschine in einer Höhe von 4.465 Metern gegen den Hang des 5.102 Meter hohen Bergs Baba stürzte. Die Maschine verunglückte 25 Seemeilen nördlich der vorgesehenen Route.

## Bergungsaktion
Da Blackwater beziehungsweise die Presidential Airways zu dieser Zeit über keine Geräte verfügte, um die Flugbewegungen ihrer Maschinen zu überwachen, blieb der Unfall lange unbemerkt. Es dauerte acht Stunden, bis einem Militärbediensteten in Farah auffiel, dass die Maschine schon längst hätte dagewesen sein müssen. Das Auffinden des Wracks wurde auch dadurch erschwert, dass kein Flugplan ausgefüllt wurde. Die Unfallstelle konnte schließlich durch eine überfliegende Militärmaschine, welche die Signale des ELT (Emergency Locator Transmitter) der Maschine empfing, lokalisiert werden.
Das erste Bergungsteam traf drei Tage nach dem Unfall mit einem Hubschrauber des Typs Boeing-Vertol CH-47 an der Absturzstelle ein. Die Bergungstrupps schätzten, dass seit dem Unfall drei Tage zuvor rund 50 cm Neuschnee gefallen waren. Der Hubschrauber kreiste rund 10 Minuten über der Unfallstelle, wobei der Luftzug seiner Rotoren einen Teil des Schnees, mit dem die Absturzstelle bedeckt war, wegblies. Die hintere Laderampe lag abgerissen neben dem Leitwerk auf dem Boden, auch die rechte Tragfläche und das rechte Triebwerk waren abgerissen, während die linke Tragfläche zerdrückt unter dem Rumpf vorgefunden wurde. Die Klappenkonfiguration zum Absturzzeitpunkt konnte nicht bestimmt werden. Der Cockpit Voice Recorder wurde als einziges Wrackteil zur Untersuchung geborgen.
Als die Bergungstrupps die Maschine erreichten, mussten sie zudem feststellen, dass einer der Passagiere, der 21-jährige Harvey Miller, nach dem Unfall zunächst stundenlang in der Kälte überlebt hatte. Sein Körper befand sich im hinteren Teil des Rumpfes und war nur mit Hosen und Schuhen bekleidet. Neben ihm befanden sich ein ausgerollter Schlafsack, eine Zigarettenkippe, eine geöffnete verzehrfertige Mahlzeit und eine halb leere Wasserblase aus einem Trinksystem. Die Bergungstrupps fanden außerdem neben ihm zwei Urinspuren im Schnee. Miller hatte bei dem Unfall eine gebrochene Rippe, ein Bauch- und Lungentrauma sowie leichte Kopfverletzungen erlitten. Er überlebte acht bis zehn Stunden, bevor er seinen Verletzungen erlag, deren Auswirkungen durch die Temperaturen weit unter dem Gefrierpunkt und den Sauerstoffmangel verschlimmert wurden.

## Unfalluntersuchung
Die Unfalluntersuchung wurde durch das National Transportation Safety Board (NTSB) und das Collateral Investigations Board der US Army geführt. Die Ermittler stellten eine Vielzahl von Verstößen seitens der Betreibergesellschaft sowie der Flugbesatzung fest. So sei Presidential Airways durchaus bewusst gewesen, dass auf dem Flug eine unterqualifizierte Besatzung im Einsatz war. Die Piloten hingegen hätten vor dem Flug keinen Flugplan ausgefüllt und entgegen den Vorschriften keine Sauerstoffmasken aufgesetzt, was auf Flügen in derartigen Höhenlagen in der CASA C-212, welche bauartbedingt über keine Druckkabine verfügt, leicht zu einem Sauerstoffmangel führen kann.
Nach Ansicht der NTSB-Ermittler habe sich der Kapitän der Maschine „unprofessionell“ verhalten und sei „absichtlich zum Spaß die nicht standardmäßige Route tief durch das Tal geflogen“. Als Hauptursachen für den Unfall wurden die unangemessene Entscheidung des Kapitäns, eine nicht standardmäßige Route zu fliegen sowie sein Versäumnis, einen ausreichenden Abstand zum Gelände beizubehalten, ermittelt. Beitragende Faktoren seien das Versäumnis des Betreibers gewesen, von seinen Flugbesatzungen die Vorlage von Flugplänen zu verlangen und deren Einhaltung einzufordern sowie das Versäumnis des Betreibers, sicherzustellen, dass die Flugbesatzungen die Unternehmensrichtlinien und die Sicherheitsbestimmungen der Federal Aviation Administration (FAA) und des Verteidigungsministeriums einhielten. Auch das Fehlen einer Aufsicht über das Luftfahrtunternehmen im Land durch die FAA und das Verteidigungsministerium hätten zum Unfall beigetragen. Zum Tod des Passagiers Harvey Miller habe das Fehlen von Flugortungstechnik beim Betreiber beigetragen.